# Cusubamba
Cusubamba ist eine Ortschaft und eine Parroquia rural („ländliches Kirchspiel“) im Kanton Salcedo der ecuadorianischen Provinz Cotopaxi. Die Parroquia besitzt eine Fläche von 191,7 km². Die Einwohnerzahl lag im Jahr 2010 bei 7200.

## Lage
Die Parroquia Cusubamba liegt an der Ostflanke der Cordillera Occidental. Entlang der westlichen Verwaltungsgrenze verläuft der mehr als 4000 m hohe Hauptkamm, der die kontinentale Wasserscheide bildet. Entlang der nördlichen Verwaltungsgrenze fließt der Río Nagsiche, ein rechter Nebenfluss des Río Cutuchi, nach Osten. Der etwa 3200 m hoch gelegene Hauptort befindet sich 13 km westsüdwestlich vom Kantonshauptort San Miguel de Salcedo.
Die Parroquia Cusubamba grenzt im Westen an die Parroquia Mulalillo, im Süden und im Südwesten an die Provinz Tungurahua mit den Parroquias Quisapincha und San Fernando (beide im Kanton Ambato), im Westen an die Parroquia Angamarca (Kanton Pujilí), im Nordwesten an die Parroquia Zumbahua (Kanton Pujilí) sowie im Norden an die Parroquia Pujilí.

## Geschichte
Die Parroquia Cusubamba wurde am 29. Mai 1861 gegründet. Im Jahr 1919 wurde sie Teil des neu geschaffenen Kantons Salcedo.